# Pablo Brenes
Pablo Andrés Brenes Quesada (San Isidro de El General, 4 agosto 1982) è un ex calciatore costaricano, di ruolo centrocampista.